# 빛나라 인생아
빛나라 인생아(Sparkling Oh!Life)는 2025년 방송 예정인 TVING 오리지널 드라마이다.

## 줄거리
트로트가수가 되기 위한 인생과 빛나의 좌충우돌 성장기.

## 캐스팅
- 오승아 : 빛나 역 - 인생의 절친이자 트로트 가수의 꿈을 가져 인생과 함께 오디션 정보를 공유하며 현실 찐친의 케미를 선보이는 인물.
- ? : 인생 역 - 텐션이 좋고 유쾌한 성격을 가졌지만 큰 아픔을 겪고 오뚜기처럼 다시 일어서며 희로애락과 사연이 많은 인물.
- 배계순 : 나문희 역
- 김선근 : 본인 역 - 아침 프로그램 MC.
- 이정민 - 아침 프로그램 MC.
- 김양 : 본인 역 - 현역으로 활동 중인 트로트 가수.
- 김혜선
- 손종학
- 김미화
- 김성희
- 정희태
- 조은숙
- 김이정

## 참고 사항
- 오승아는 MBC 일일드라마 《세 번째 결혼》 이후로 1년 만에 출연하는 작품이다.
- 오승아, 김성희는 MBC 일일드라마 《두 번째 남편》 이후로 3년 만에 재회하는 작품이다.